# Min Leibrook
Wilford F. „Min“ Leibrook (* 18. Januar 1903 in Hamilton (Ohio); † 8. Juni 1943) war ein US-amerikanischer Jazzmusiker (Tuba, Bass, Basssaxophon).

## Leben und Wirken
Leibrook begann seine Musikerkarriere zunächst als Kornettist, bevor er zu Tuba und Kontrabass wechselte. In den 1920er Jahren spielte er in der Ten Foot Band in Chicago. 1924 war er Mitglied bei The Wolverines mit Bix Beiderbecke, wobei erste Aufnahmen entstanden. Danach spielte er bei Arnold Johnson. 1927 zog er nach New York City, wo er bis 1931 im Paul Whiteman Orchestra arbeitete. In dieser Zeit begann er auf dem Bass-Saxophon zu spielen, meist in kleineren Ensembles mit Frankie Trumbauer und Bix Beiderbecke. In den 1930er Jahren spielte er bei Lennie Hayton und Eddy Duchin, meist als Kontrabassist. 1936 arbeitete er wiederum als Bass-Saxophonist in der Formation The Three T’s mit Frankie Trumbauer, Jack Teagarden und Charlie Teagarden. Ende des Jahrzehnts zog er nach Los Angeles und arbeitete als Bassist für Radiostationen und Theater. Leibrook, der zwischen 1924 und 1937 bei 77 Aufnahmesessions mitwirkte, starb 1943 im Alter von vierzig Jahren an den Folgen eines Gehirntumors.